# Алджърнън Блакуд
Алджърнън Блакуд (на английски: Algernon Blackwood) е английски телевизионен разказвач, журналист и много плодовит писател на произведения в жанра научна фантастика, фентъзи, хорър, детска литература и документалистика.

## Биография и творчество
Алджърнън Хенри Блакуд е роден на 14 март 1869 г. в Шутърс Хил, сега част от Югоизточен Лондон, Англия, в заможно семейство от Кентиш Таун. Баща му е администратор на поща, а майка му е херцогиня на Манчестър. В периода 1871 – 1880 г. отраства в Крейфорд. Родителите му, участници в калвинистка секта, имат тесни религиозни идеи и водят суров живот, неподходящ за техния мечтателен и чувствителен син. След като се запознава с работата на индуски мъдрец, той развива интерес към будизма и други източни философии и се увлича от хипнозата и свръхестественото. Завършва средното си образование в Колежа Уелингтън, в Кроуторн, Бъркшър. След дипломирането си в Единбургския университет изучава индуистка философия и окултизъм в Моравското братство в Германия, като вярва, че хората притежават латентни психически способности.
Изпратен е в Канада на двадесетгодишна възраст. Там има разнообразна кариера: работи като земеделец и млекопроизводител, управител на хотел в продължение на шест месеца, репортер за вестник „Ню Йорк Таймс“, барман, модел, личен секретар и учител по цигулка. По време на престоя си в Канада, той също става един от членовете-основатели на Теософското общество в Торонто през февруари 1891 г. Опитите му да си изкарва прехраната са неуспешни и малко след завръщането си в Англия през 1899 г. той започва да пише свръхестествени истории. Първият му разказ „Мистериозната къща“ е публикуван през 1899 г.
Първият му сборник „Празната къща и други истории“ е издаден през 1906 г. Той е последван от поредица от психически детективски истории, включващи героя му Джон Сайлънс, „необикновения лекар“. Става известен като представител на свръхестествената фантастика, основно известен с историите си за призраци, представени в различни форми в рамките на жанра. Едно от най-известните му творби са „Уендиго“ и „Върбалаците“. Автор е на „мистични“ романи, като „Кентавърът“ (1911), в който развива темата за съпричастността на човека към силите на Вселената. Пише също детски и юношески книги.
При избухването на Първата световна война се присъединява към британското военно разузнаване в Швейцария. По-късно в живота си се насочва към писането на радиопиеси и през 1934 г. започва нова кариера в телевизия Би Би Си, разказвайки истории за призраци. Получава рицарското отличие Командор на Ордена на Британската империя през 1949 г.
Алджърнън Блакуд умира от инсулт на 10 декември 1951 г. в Бишопстейтън, Голям Лондон, Англия. Прахът му е разпръснат в прохода Сааненмьозер във Френските Алпи.

## Произведения

### Самостоятелни романи
- The Education of Uncle Paul (1909)[1][2]
- Jimbo (1909)
- The Human Chord (1910)
- The Centaur (1911)
- The Man Whom the Trees Loved (1912)
- A Prisoner in Fairyland (1913)
- The Extra Day (1915)
- Julius Levallon (1916)
- The Wave (1916)
- The Garden of Survival (1918)
- The Promise of Air (1918)
- The Bright Messenger (1921)
- Dudley and Gilderoy (1929)
- The Fruit Stoners (1934)
- How the Circus Came to Tea (1968)

### Поредица „Джон Сайлънс: Психически детектив“ (John Silence: Psychical Investigator)
1. John Silence (1908)[1][2]
2. A Psychical Invasion (1908)
3. Ancient Sorceries (1927)
4. The Complete John Silence Stories (1993)

### Новели
- A Haunted Island (1899)[1]
- The Strange Adventures of a Private Secretary in New York (1906)
Странните приключения на един секретар в Ню Йорк в сборника „Върбалаците : избрани разкази и новели“, изд.: ИК „Изток-Запад“, София (2021), прев. Огняна Иванова
- The Wendigo (1910)
Уендиго в сборника „Върбалаците : избрани разкази и новели“, изд.: ИК „Изток-Запад“, София (2021), прев. Огняна Иванова
- The Glamour of the Snow (1912)
- Ancient Lights (1914) 
Древни светлини, сп. „Дракус“ бр.3 (2016), прев. Явор Цанев
- The Wings of Horus (1917)

### Сборници
- The Empty House (1906)[1]
- The Listener, and Other Stories (1907)
- Best Ghost Stories of Algernon Blackwood (1911)
- Pan's Garden (1912)
- Incredible Adventures (1914)
- The Lost Valley (1914)
- Ten Minute Stories (1914)
- Day and Night Stories (1917)
- The Wolves of God (1921) – с Уилфред Уилсън
- Tongues of Fire (1924)
- The Dance of Death (1927)
- Ancient Sorceries and Other Tales (1927)
Древни магии в сборника „Върбалаците : избрани разкази и новели“, изд.: ИК „Изток-Запад“, София (2021), прев. Огняна Иванова
- Full Circle (1929)
- The Mask (1929)
- Strange Stories (1929)
- The Willows (1934)
Върбалаците в сборника „Върбалаците : избрани разкази и новели“, изд.: ИК „Изток-Запад“, София (2021), прев. Огняна Иванова
- Shocks (1935)
- The Tales of Algernon Blackwood (1938)
- Selected Tales of Algernon Blackwood (1943)
- Selected Short Stories of Algernon Blackwood (1945)
- The Doll and One Other (1946)
- Tales of the Uncanny and Supernatural (1949)

### Документалистика
- Episodes Before Thirty (1923) – автобиография[1]

### Екранизации
- 1949 Lock Your Door – късометражен
- 1950 Suspense – тв сериал, 1 епизод, с Борис Карлоф и Бела Лугоши
- 1953 Eye Witness – тв сериал, 1 епизод
- 1956 General Electric Theater – тв сериал, 1 епизод, с Роналд Рейгън
- 1961 Great Ghost Tales – тв сериал, 1 епизод, по „Уендиго“
- 1961 – 1963 Tales of Mystery – тв сериал, 28 епизода
- 1968 Mystery and Imagination – тв сериал, 1 епизод, с Иън Холм и Денъм Елиът
- 1971 Night Gallery – тв сериал, 1 епизод
- 1978 Wendigo
- 2008 The Wendigo – късометражен
- 2018 Ancient Lights – късометражен
- 2019 Keeping Their Promise – късометражен

### Книги за него
- Blackwood's books (1981) от Джон Робърт Коломбо[1]
- Algernon Blackwood (1987) от Майк Ашли
- Starlight Man (2001) от Майк Ашли